# Perahera
 (novembre 2022).

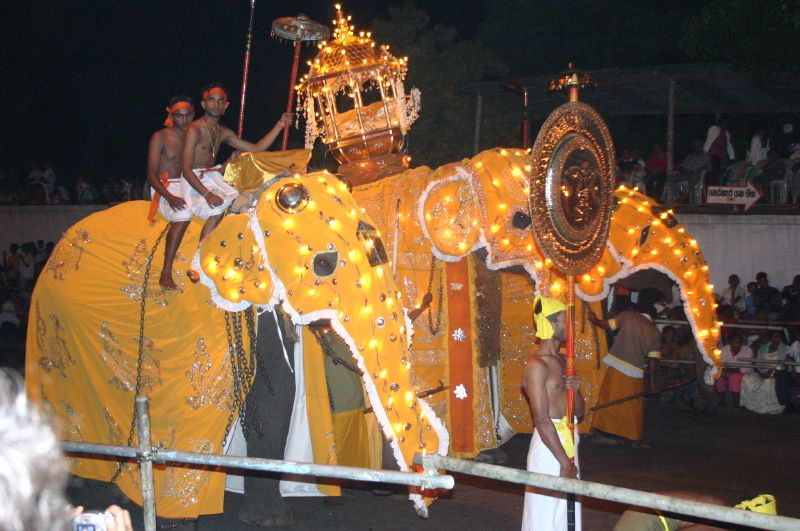
Éléphants de la Perahera 2006

La Perahera ou Esala Perahera (fête de la dent) est une fête bouddhiste annuelle  qui se déroule principalement chaque été à Kandy, capitale religieuse du Sri Lanka, en juillet ou en août (Esala). Elle est marquée par dix jours de processions nocturnes d'éléphants caparaçonnés à travers la ville, accompagnés de danseurs.
En 2014, la Perahera a débuté le 1er août.

## Histoire

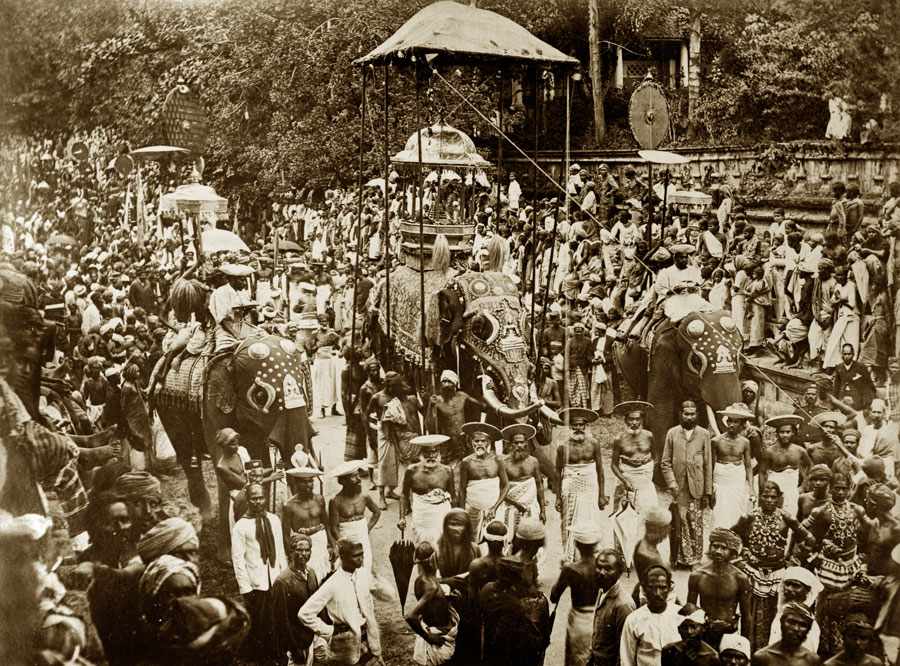
Esala Perehera vers 1885.

On estime que l'actuelle Perahera provient de la fusion de deux Peraheras (processions en cinghalais) distinctes, mais liées : l‘Esala et la Dalada. L'Esala Perahera, qui remonte peut-être au troisième siècle avant notre ère, était un rituel destiné à demander de la pluie aux dieux. La Dalada Perahera aurait commencé avec l'arrivée de la relique de la dent de Bouddha au Sri Lanka au IVe siècle.

### Perahera moderne
La Perahera moderne date du règne du roi de Kandy Kirthi Sri Rajasinghe (1747 – 1781). À cette époque, la relique de la dent était considérée comme une propriété privée du roi, et le peuple n'avait pas la possibilité de la vénérer. Le roi Rajasinghe décida qu'elle serait présentée lors d'une procession pour que le peuple puisse la voir et la vénérer.
Lorsque le royaume de Kandy fut vaincu par les britanniques en 1815, la relique fut confiée à la garde de la Maha Sanga (clergé bouddhiste). En l'absence de roi, un gardien laïc nommé le Diyawadana Nilame fut chargé des questions administratives.

## La procession
L'Esala Perahera commence avec la cérémonie du Kap Situveema ou Kappa, durant laquelle un jeune fruit de jacquier béni est coupé et planté dans l'enceinte des quatre temples dédiés aux quatre divinités gardiennes, Natha, Vishnu, Katharagama et Pattini. Traditionnellement, il s'agissait d'attirer leur bénédiction sur le roi et son peuple. 

### La Kumbal Perahera
Les cinq soirs suivants, les Devale Perahera se déroulent dans l'enceinte des quatre temples, menées par leur prêtre accompagné de musique et de tambours, de porteurs de bannières et de dais, de lanciers et du Ran Ayudha, l'insigne sacré de la divinité.

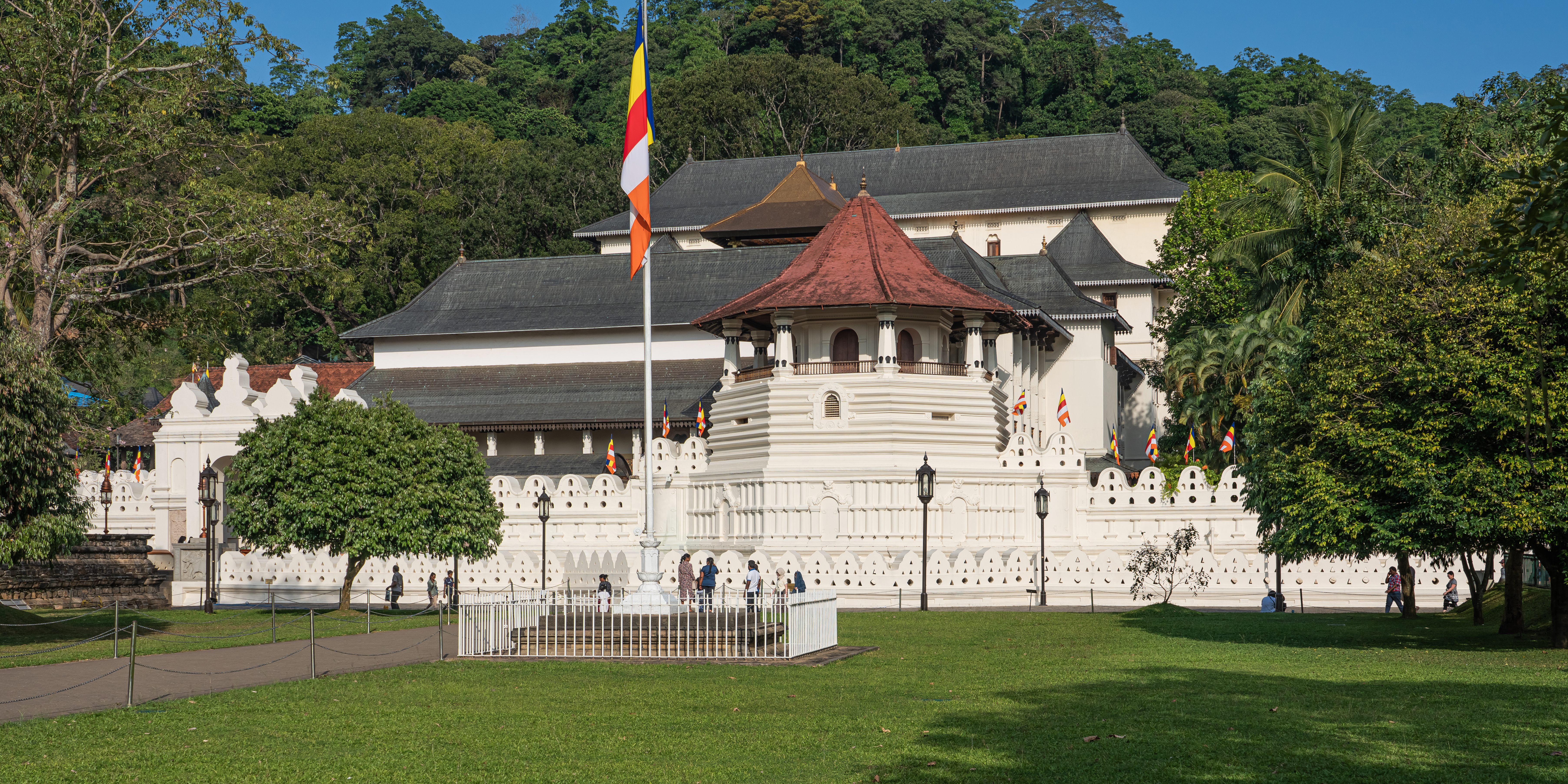
Le Temple de la Dent.

Le sixième soir, commence la Kumbal Perahera, qui se poursuit durant  cinq jours. Les Devale Perahera se rassemblent devant le Temple de la Dent (sanctuaire le plus important du Sri Lanka, où la relique est conservée depuis le XVIe siècle), leurs insignes placées sur le ransivige (une structure en dôme portée par les éléphants), accompagnées de leurs gardiens laïcs, les Basnayake Nilame. 
La châsse de la relique, qui sert de substitut pour la dent elle-même, est placée dans le ransivige de l'éléphant Maligawa, un grand mâle muni de défenses.

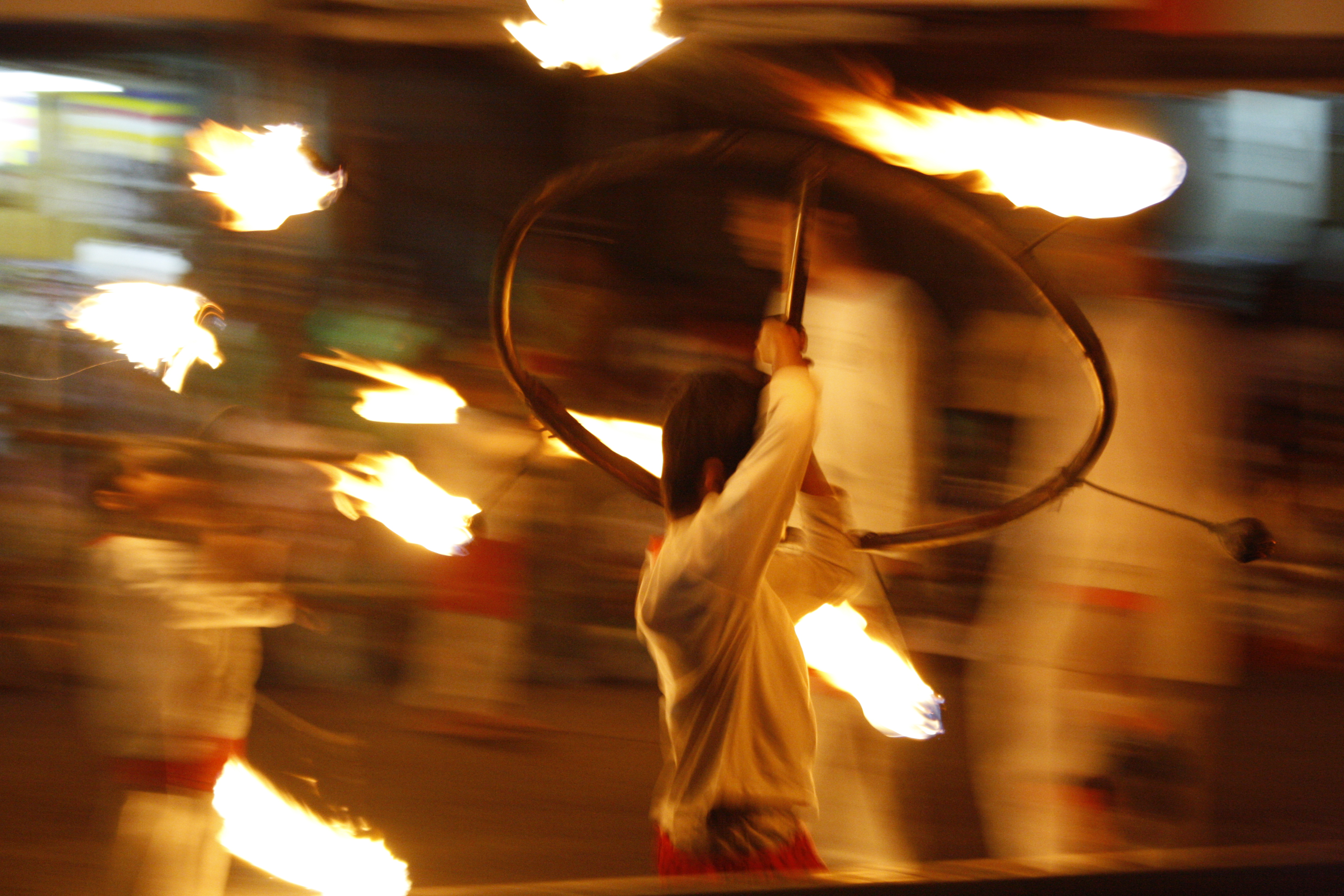
Jongleur de feu à la Perahera 2013.

À environ 20 h, la Maligawa Perahera rejoint les Devale Perahera et prend leur tête. Des danseurs munis de fouets et des acrobates jonglant avec le feu ouvrent la voie, suivis par les porteurs des bannières bouddhiques. Vient ensuite, juché sur le premier éléphant, le Peramuna Rala (l'officier de devant). Il est suivi par des tambourinaires et des danseurs, eux-mêmes suivis par des éléphants et d'autres groupes de musiciens, danseurs et porte-drapeaux. Des chanteurs vêtus de blanc annoncent l'arrivée de l'éléphant Maligawa porteur de la relique. Le Diyawadana Nilame le suit à pied, en costume d'apparat.
La seconde procession est celle du temple de Natha (situé en face du temple de la dent, il remonterait au XIVe siècle et serait le plus vieux bâtiment de Kandy), suivie de celle du temple de Vishnou, situé à proximité.
La quatrième procession est celle du temple de Katharagama (Katharagama est identifié au dieu guerrier Kârttikeya). Elle comporte une danse nommée Kavadi, la danse du paon, où les danseurs portent sur leurs épaules des structures semi-circulaires en bois garnies de plumes de paons.
La cinquième et dernière procession est celle du temple de Pattini (Pattini est une déesse associée à la guérison des maladies infectieuses, aussi invoquée en temps de sécheresse et de disette). C'est la seule où figurent des danseuses.

### La Randoli Perahera
La Randoli Perahera commence après les cinq nuits de la Kumbal Perahera. Randoli est le nom des palanquins où voyageaient les reines de Kandy.

### Diya Kepeema et Perahera diurne
Après les cinq nuits de la Randoli Perahera, la fête se termine par le Diya Kepeema, la cérémonie de l'ouverture des eaux, qui se déroule sur la rivière à Getambe, à quelques kilomètres de Kandy. Une Perahera diurne marque la cérémonie.